# Fahrendorf (Gnarrenburg)
Fahrendorf (niederdeutsch Fohrendörp) ist ein Ortsteil der Gemeinde Gnarrenburg im niedersächsischen Landkreis Rotenburg (Wümme).

## Geographie

### Geographische Lage
Fahrendorf besteht aus den ehemals selbstständigen Ortsteilen Fahrendorf und Fahrendahl. Umschlossen wird Fahrendorf von der rund sechs Kilometer entfernten Stadt Bremervörde im Norden, den Ortschaften Spreckens und Langenhausen im Osten, Klenkendorf im Süden und Oese im Westen. Von Nordosten nach Südwesten verläuft die Kreisstraße 102, die in Richtung Südosten als K 101 nach Sandbostel abzweigt.

### Gewässer

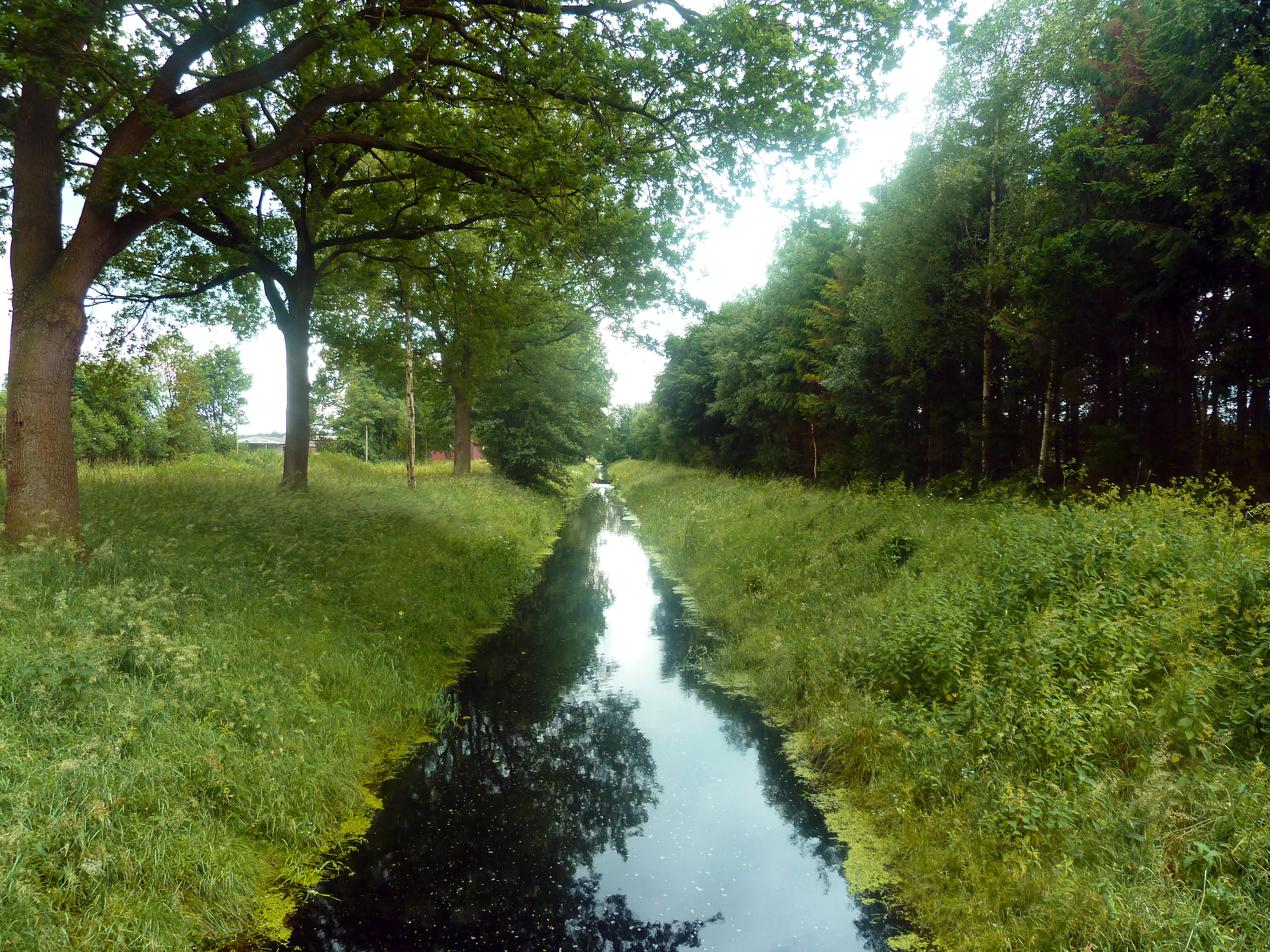
Der Oste-Hamme-Kanal flussaufwärts

Durch das Ortsgebiet verläuft der Oste-Hamme-Kanal, ein ehemaliger Torfschifffahrtskanal und der Fahrendahl-Fahrendorfer Kanal. Beide Wasserläufe münden in die Oste.

## Geschichte

### Ortsteil Fahrendorf
Fahrendorf wurde im Jahr 1771 im Zuge der Moorkolonisierung gegründet. Ab dem Jahr 1771 befand sich auf dem Fahrenberge eine Glashütte, die die wirtschaftliche Entwicklung der umliegenden Dörfer entscheidend prägte. Im Jahr 1791 wird angegeben, dass die Zahl der Haushalte bei 26 liege, auf die sich 131 Einwohner, darunter 76 Kinder, verteilten. Mitte des 19. Jahrhunderts entwickelte sich der Ortsteil „Schwarze Flage“ als Beibauernstelle.
Der Ortsteil Fahrendorf war bereits früher stark zu der Stadt Bremervörde ausgerichtet. So beinhaltet der Pfarrbezirk der St.-Liborius-Kirchengemeinde Bremervörde Fahrendorf und ist somit für die kirchliche Betreuung und den Konfirmandenunterricht zuständig. Vereinzelt gehen Kinder in Bremervörde zur Schule.

### Ortsteil Fahrendahl
Fahrendahl wurde 1782 gegründet, aber im Jahr 1791 wird angegeben, dass die zehn Feuerstellen noch unbesetzt seien.
Der Ortsteil Fahrendahl richtet sich weitgehend zu der Gemeinde Gnarrenburg und der dortigen Kirche.

### Eingemeindungen
Am 8. April 1974 wurde Fahrendorf im Zuge der Gebietsreform in die Gemeinde Gnarrenburg eingegliedert.

### Einwohnerentwicklung
| Jahr      | 1910 | 1925 | 1933 | 1939 | 2011 | 2012 | 2016 |
| --------- | ---- | ---- | ---- | ---- | ---- | ---- | ---- |
| Einwohner | 363  | 366  | 423  | 425  | 399  | 394  | 405  |

(Quellen: 1910, 1925–1939, 2011–2016 laut Versionsgeschichte des Ortes jeweils zum 31. Dezember)

## Politik

### Ortsrat
Der Ortsrat von Fahrendorf setzt sich aus sieben Mitgliedern zusammen. Die Ratsmitglieder werden durch eine Kommunalwahl für jeweils fünf Jahre gewählt.
Bei der Kommunalwahl 2021 ergab sich folgende Sitzverteilung:
- Freie Wählergemeinschaft Fahrendorf (FWF): 7 Sitze

### Ortsbürgermeister
Aktueller Ortsbürgermeister ist Arne Pingel (CDU). Seine Stellvertreterin ist Astrid Brandt.

### Wappen
| Wappen von Fahrendorf | Blasonierung: „In Grün drei aufrecht stehende silberne Torfspaten (2 : 1) mit goldenen Griffen.“ |
| Wappen von Fahrendorf | Wappenbegründung: noch offen                                                                     |